# Arseniato reductasa (donador)
La arseniato reductasa (donador) (EC 1.20.99.1) es una enzima que cataliza la siguiente reacción química
Por lo tanto los dos sustratos de esta enzima son el arsenito y un aceptor de electrones, mientras que sus dos productos son arseniato y el aceptor reducido.

## Clasificación
Esta enzima pertenece a la familia de las oxidorreductasas, específicamente a aquellas que actúan sobre un donante de electrones con fósforo o arsénico y con otros aceptores.

## Nomenclatura
El nombre sistemático de esta clase de enzimas es arseniato:aceptor oxidorreductasa. Otro nombre con el que es conocida es arseniato:(aceptor) oxidorreductasa.

## Estructura y función
La enzima se encuentra formada por dos subunidades con una masa molecular de 87 KDa (subunidad ArrA) y 29 KDa (subunidad ArrB), es por lo tanto un heterodímero de tipo α
1β
1 con una masa nativa de 123 KDa. Esta enzima contiene molibdeno, hierro e iones cinc y azufre ácido-lábiles como cofactores constituyentes. El km de esta enzima por el arseniato es de 0,3 mM y la Vmax es de 7013 μmol·min-1mg-1.
El extremo N-terminal de la ArrA es similar a un cierto número de proteínas con molibdeno procarióticas (por ejemplo las formiato deshidrogenasas H y N de E. coli). El extremo N-terminal de ArrB es similar a las proteínas con hierro y azufre.
La arseniato reductasa de C. arsenatis es diferente a las arseniato reductasas no respiratorias de E. coli y S. aureus
Ni el nitrato, ni el sulfato, seleniato ni fumarato pueden servir como aceptores finales de electrones para esta arseniato reductasa.

## Papel biológico
La enzima participa en el mecanismo de respiración anaeróbica de la bacteria Chrysiogenes arsenatis, la cual utiliza al arseniato como aceptor final de electrones de su cadena respiratoria.